# Navalacruz
Navalacruz é um município da Espanha na província de Ávila, comunidade autónoma de Castela e Leão, de área 49,89 km² com população de 254 habitantes (2007) e densidade populacional de 5,48 hab/km².

## Pessoas Ilustres
O goleiro da Seleção Espanhola de Futebol e do Real Madrid, Iker Casillas.

## Demografia
| Variação demográfica do município entre 1991 e 2004 | Variação demográfica do município entre 1991 e 2004 | Variação demográfica do município entre 1991 e 2004 | Variação demográfica do município entre 1991 e 2004 |
| --------------------------------------------------- | --------------------------------------------------- | --------------------------------------------------- | --------------------------------------------------- |
| 1991                                                | 1996                                                | 2001                                                | 2004                                                |
| 341                                                 | 344                                                 | 274                                                 | 270                                                 |